# Soulignonne
Soulignonne ist eine westfranzösische Gemeinde mit 742 Einwohnern (Stand 1. Januar 2022) im Département Charente-Maritime in der Region Nouvelle-Aquitaine. Die Bewohner werden Soulignonnais und Soulignonnaises genannt.

## Lage
Soulignonne liegt in einer Höhe von etwa 30 Metern ü. d. M. am Flüsschen Arnoult in der historischen Kulturlandschaft der Saintonge etwa 15 Kilometer (Fahrtstrecke) nordwestlich von Saintes bzw. 30 Kilometer südöstlich von Rochefort.

## Bevölkerungsentwicklung
| Jahr      | 1962 | 1968 | 1975 | 1982 | 1990 | 1999 | 2006 | 2016 |
| Einwohner | 548  | 509  | 483  | 457  | 494  | 544  | 670  | 716  |

Im 19. Jahrhundert hatte der Ort stets zwischen 600 und 780 Einwohner. Die Reblauskrise und die Mechanisierung der Landwirtschaft führten zu einem Bevölkerungsrückgang, der in den letzten Jahrzehnten wegen der Nähe zu den Großstädten Saintes und Rochefort und den vergleichsweise niedrigen Mieten und Grundstückspreisen in Soulignonne gestoppt werden konnte.

## Wirtschaft
Über Jahrhunderte spielte die Landwirtschaft zum Zweck der Selbstversorgung der Bevölkerung die größte Rolle im Wirtschaftsleben der Gemeinde. Doch wurde in Gegend schon seit der Römerzeit auch Wein angebaut, der seit der frühen Neuzeit destilliert und nach Nordeuropa (v. a. nach England) exportiert wurde. Soulignonne gehört zu den Bois ordinaires et communs des Weinbaugebietes Cognac, doch werden die meisten Trauben wegen Absatzproblemen bei Cognac-Weinbränden zu Wein und Pineau des Charentes verarbeitet. Viele Bauern sind wieder zur 'normalen' Landwirtschaft zurückgekehrt.

## Geschichte
Zur Geschichte des Ortes sind nur wenige Informationen verfügbar. Das Vorhandensein einer frühromanischen Kirche lässt jedoch darauf schließen, dass der Ort spätestens seit dem Mittelalter besiedelt war. Im 14. Jahrhundert ist ein Grundherr mit Namen Guillaume de Ransanne bekannt; einer seiner Nachfahren ließ im 15. Jahrhundert die Burg (château) erbauen und noch im Jahre 1518 bedankte sich ein gewisser Andrée de Ransanne beim damaligen König Franz I. für dessen Vertrauen.

## Sehenswürdigkeiten

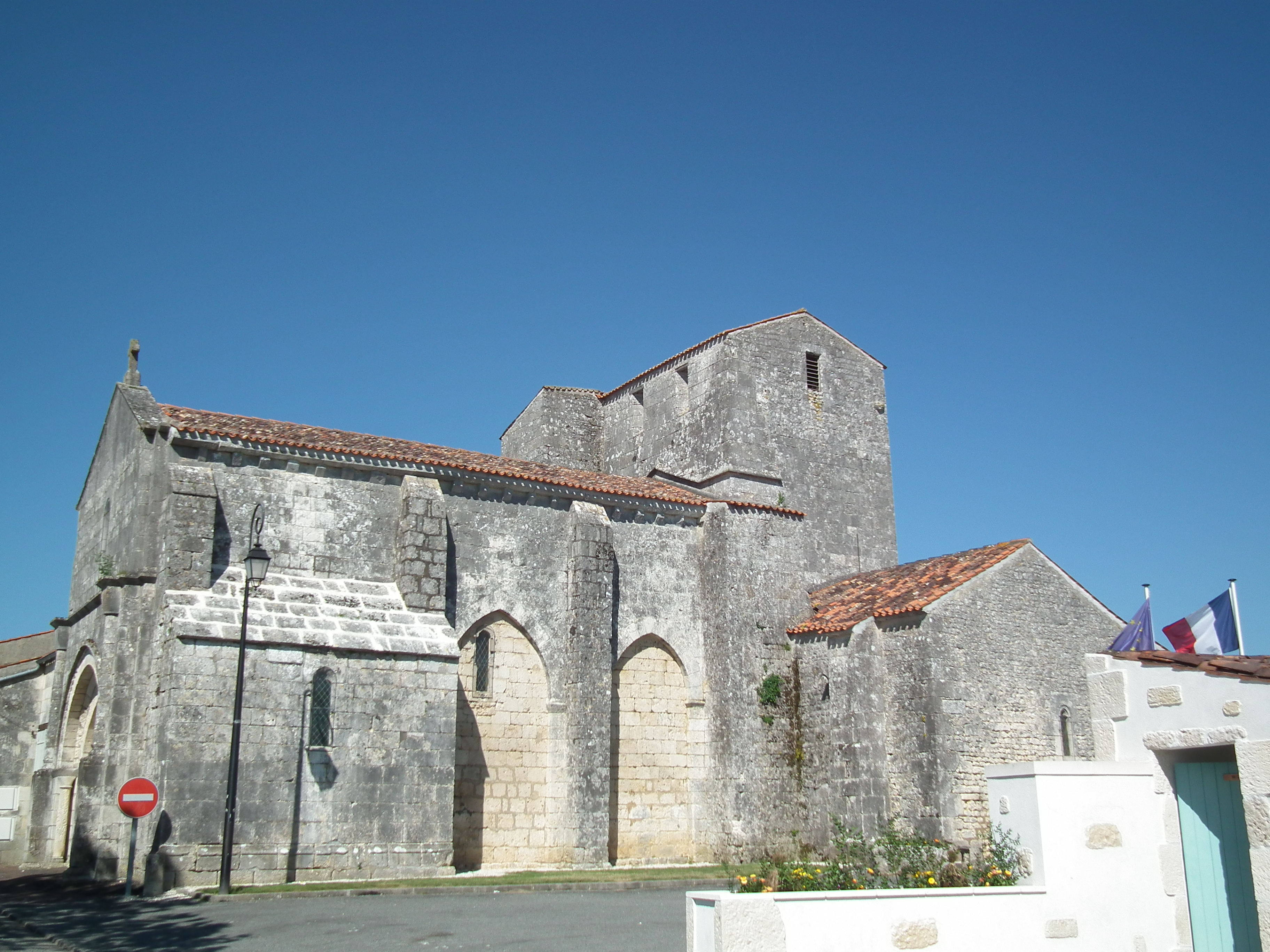
Kirche Sainte-Geneviève

- Die romanische Pfarrkirche Sainte-Geneviève aus dem 12. Jahrhundert verfügt über eins der schönsten Westportale in diesem Teil der Saintonge, das allerdings wegen Beschädigungen während der Revolutionsjahre im 19. Jahrhundert restauriert wurde: Es ist ein handwerklich perfekt gearbeitetes Archivoltenportal mit zurückhaltendem Dekor; auch die Kapitelle der eingestellten Säulen sind weitgehend schmucklos. Original erhalten sind der Chor und die Apsis der Kirche. Das südliche Querhaus zeigt noch Bruchsteinmauerwerk und könnte somit ebenfalls aus dieser Zeit stammen, wenn nicht ein kleines gotisches Fenster auf eine spätere Bauzeit hindeuten würde. Der im Grundriss rechteckige Vierungsturm stammt mit Sicherheit aus späterer Zeit; seine blockhafte Form und die völlig fenster- und dekorlosen Außenwände lassen an einen Wehrturm denken. Das Innere des einschiffigen Kirchenbaus ist tonnengewölbt, wobei der Gewölbeschub bereits für eine leichte Schräge der Außenwände gesorgt hat. Der Vierungsbereich zeigt eine deutlich bessere Steinbearbeitung, ein Rippengewölbe und einen gotischen Chorbogen. Der Kirchenbau ist seit dem Jahre 1996 als Monument historique[1] anerkannt.
- Das außerhalb von Soulignonne gelegene Château de Ransanne ist ein Bau aus der Zeit um 1500 mit kleineren Veränderungen des 18. Jahrhunderts. Die Fenster schließen oben bereits geradlinig ab und haben ein Fensterkreuz, was zur damaligen Zeit modern war. Die hochaufragenden Dächer tragen viel zum repräsentativen Gesamteindruck des Bauwerks bei. Zum Grundstück gehört auch ein Taubenhaus aus dem 16. Jahrhundert. Das Schloss befindet sich in Privatbesitz und ist nicht zu besichtigen; es wurde im Jahr 1991 als Monument historique[2] eingeschrieben.